# Hombre de Xuchang
Como hombre de Xuchang (en chino simplificado, 许昌人; pinyin, Xuchangren) se conoce el cráneo encontrado el 17 de diciembre de 2007 en  Lingjing (en chino simplificado, 灵井), a 15 km de la ciudad de Xuchang, provincia de Hunan, China. Este cráneo, actualmente denominado "Xuchang 1", fue encontrado fragmentado en 16 partes con membranas nerviosas fosilizadas y fue datado por termoluminiscencia entre 80.000 y 100.000 años A.P. Las excavaciones fueron realizadas por un equipo del Instituto de Investigaciones Arqueológicas y Reliquias Culturales de Henan,  dirigido por Li Zhanyang.
Asociados con el cráneo fueron encontrados algunos de huesos de animales modificados probablemente por herramientas. El análisis de las huellas de uso reveló que se trataba de instrumentos de hueso utilizados para la perforación y raspado de sustancias animales y que algunos pueden haber tenido mango durante el uso.
En 2014 fue hallado otro cráneo, que data de 105.000 a 125.000 A.P. Los dos cráneo muestran características del Homo erectus, como una bóveda neurocraneal baja, neurocráneo liso y mastoides cortos con inclinación hacia dentro, pero también tienen características del Homo sapiens, que apuntan a una línea de evolución intermedia entre estas especies. Otro tanto ocurre con dientes hallados anteriormente en el área. Además, presentan un hueso occipital y una estructura de laberinto de oído interno similar a los de los Homo neandertalensis, por lo que los expertos consideran que se trata de una especie diferente de las tres mencionadas.